# Corpadea, Cluj

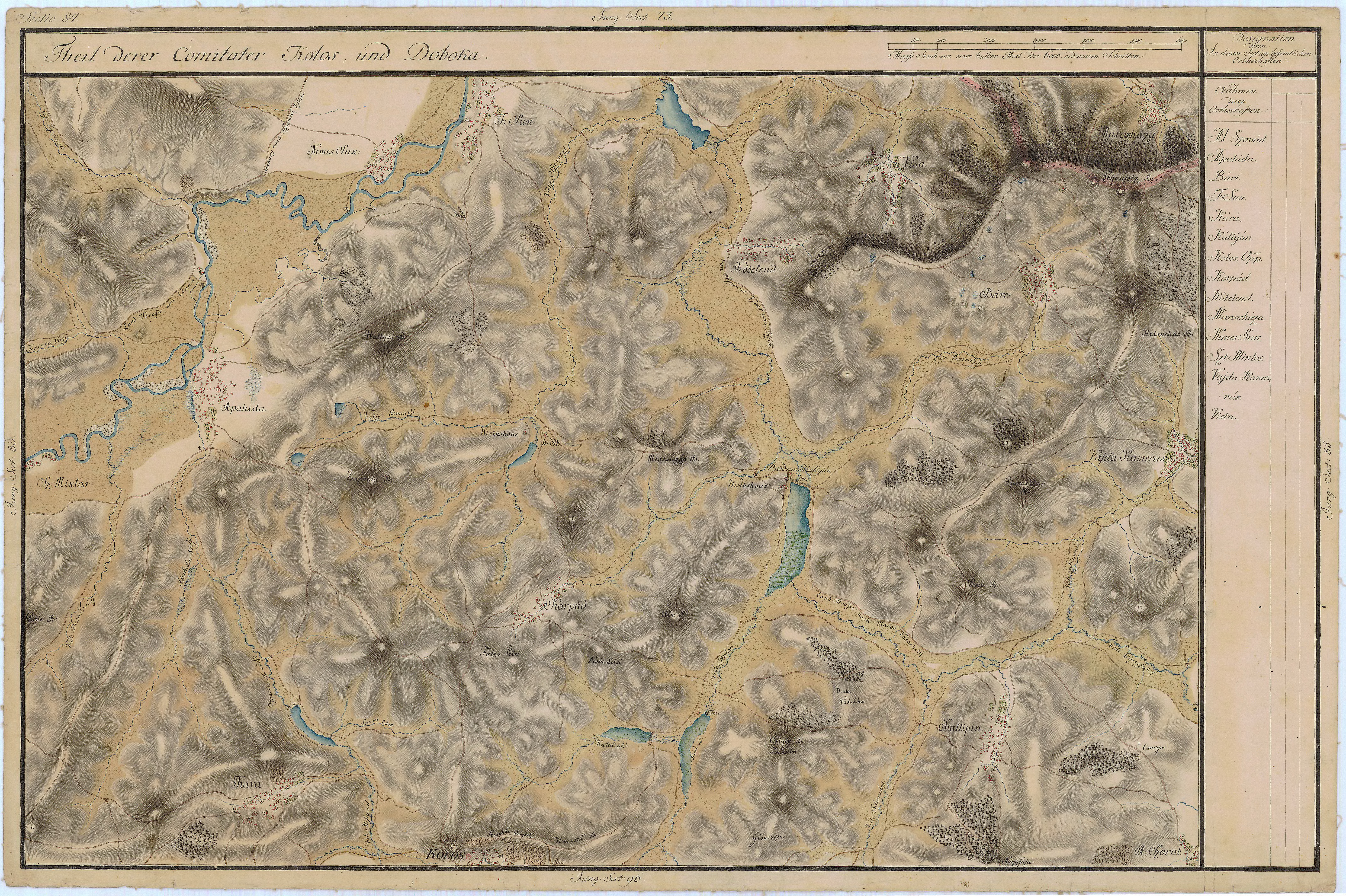
Corpadea pe Harta Iosefină a Transilvaniei, 1769-1773 (Sectio 084)

Corpadea (în maghiară Korpád) este un sat în comuna Apahida din județul Cluj, Transilvania, România.
Pe Harta Iosefină a Transilvaniei din 1769-1773 (Sectio 084), localitatea apare sub numele de „Korpád”.

## Date geologice
În perimetrul acestei localități s-a pus în evidență prezența unui masiv de sare gemă și a unor izvoare sărate, saramura fiind întrebuințată din vechi timpuri de către localnici.

## Galerie de imagini

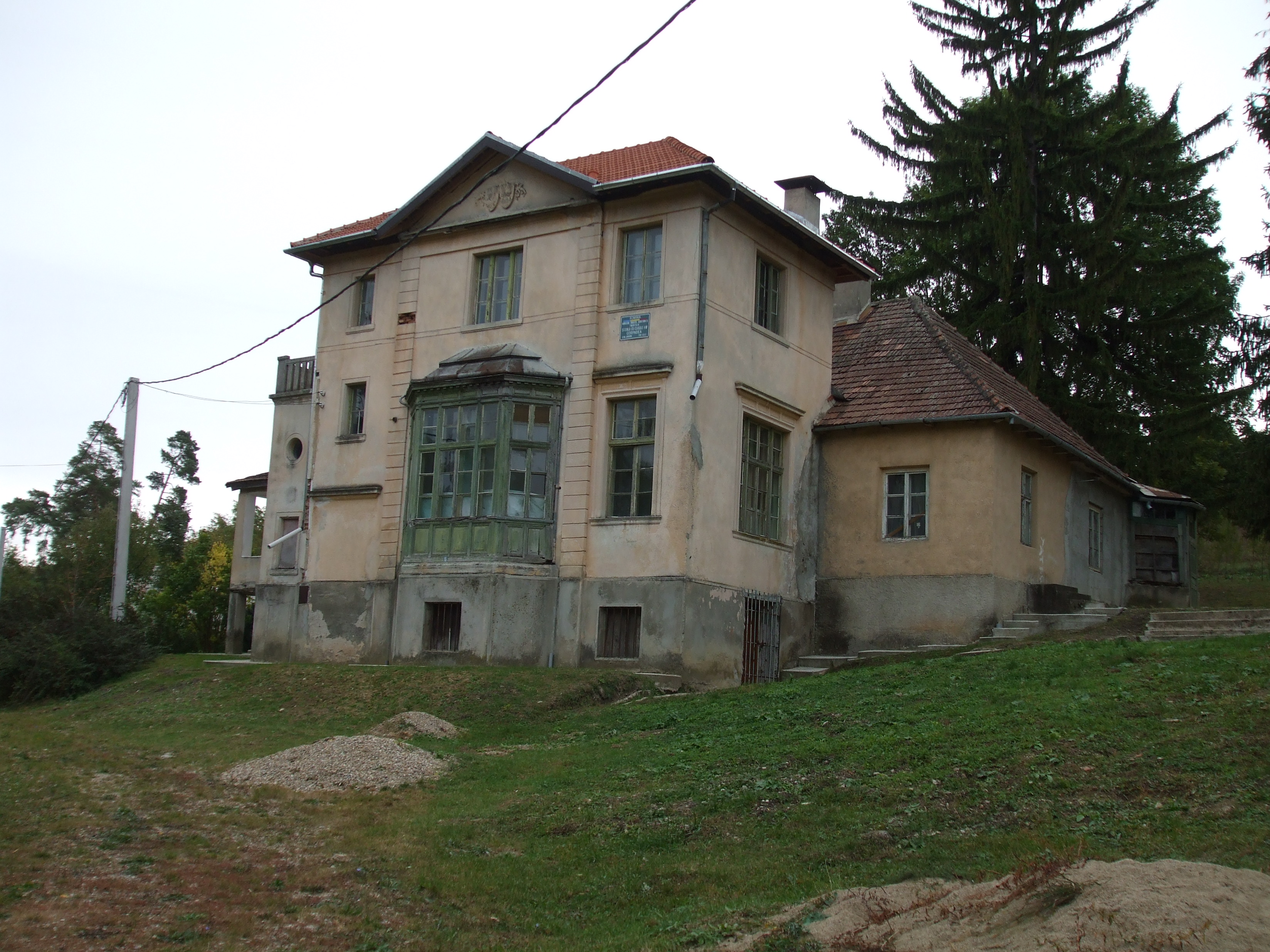
Castelul din Corpadea, folosit mulți ani pentru învățământul școlar sătesc
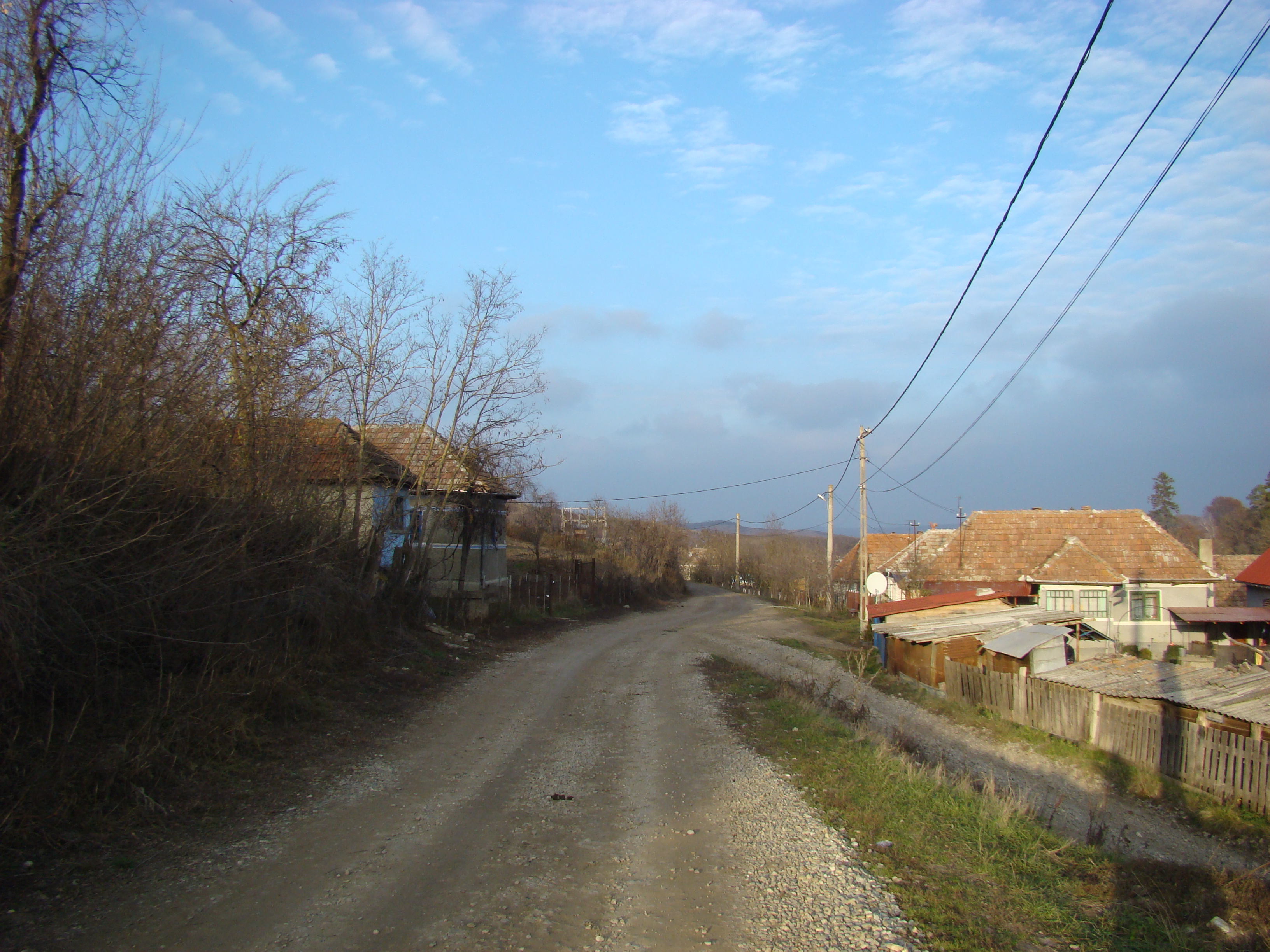
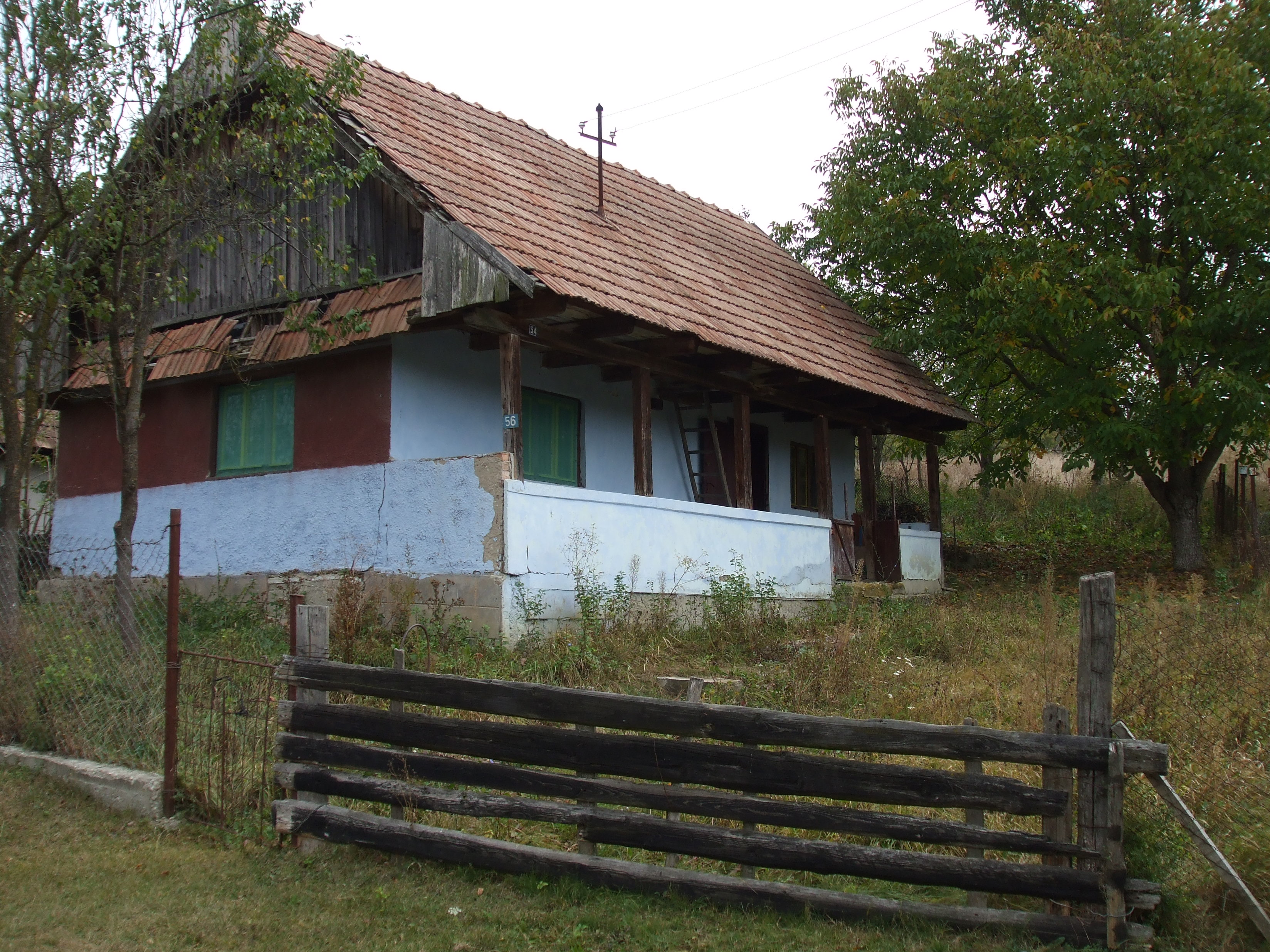
Corpadea - casă tradițională cu acoperiș în două ape și târnaț pe toată lungimea (specifică perioadei 1900-1945)
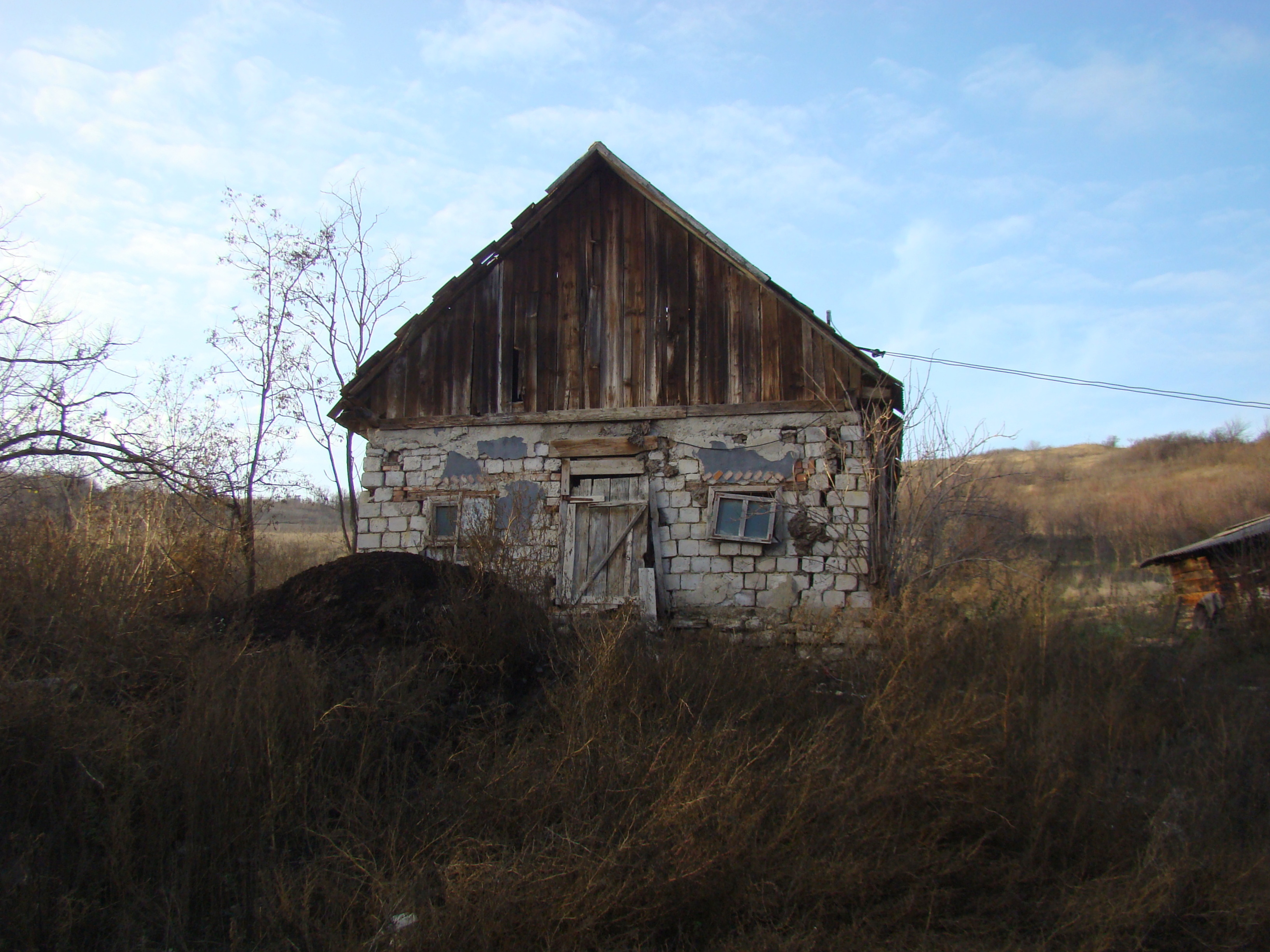
Adăpost pentru animale
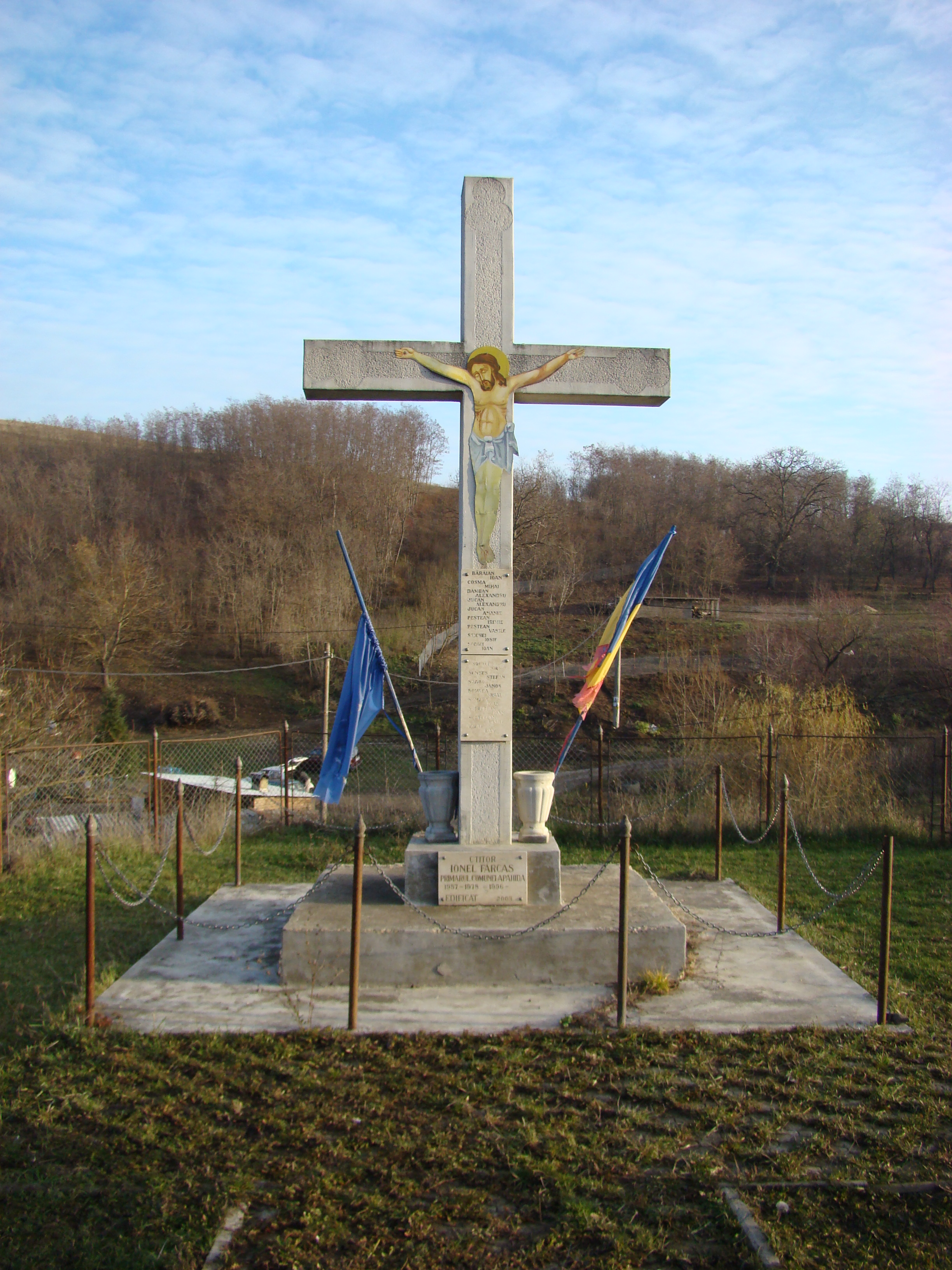
Monumentul eroilor
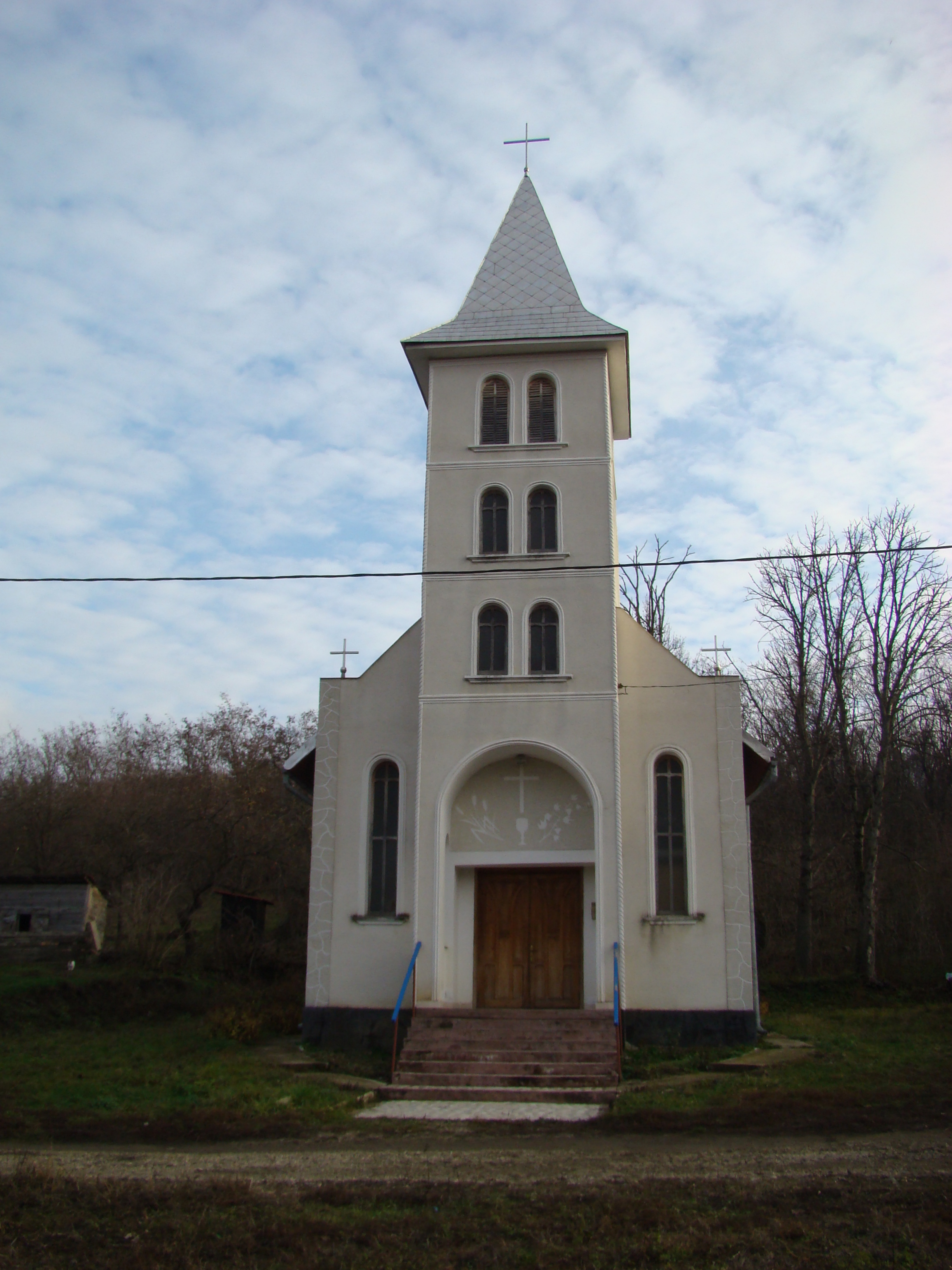
Biserica greco-catolică
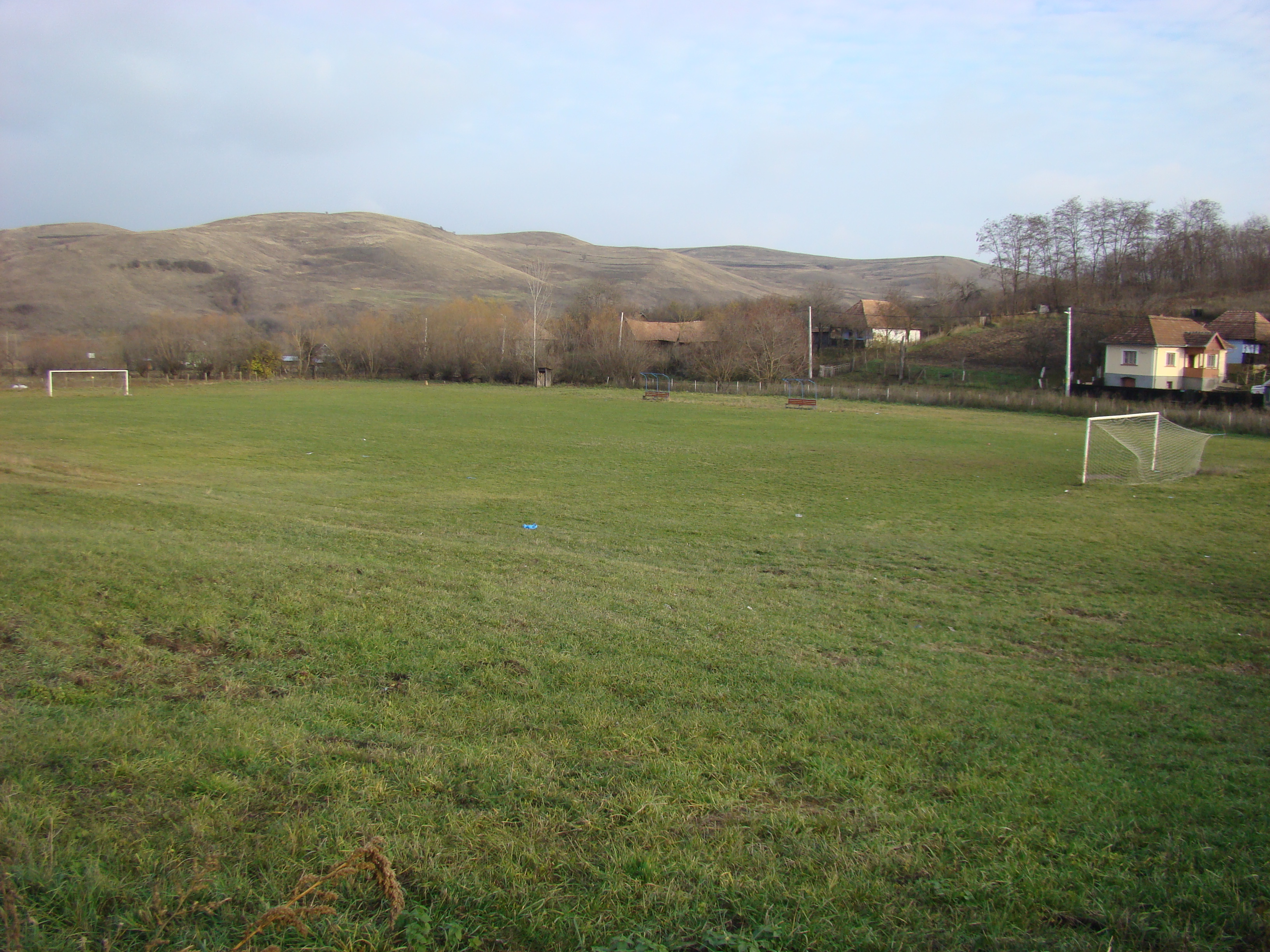
Terenul de fotbal
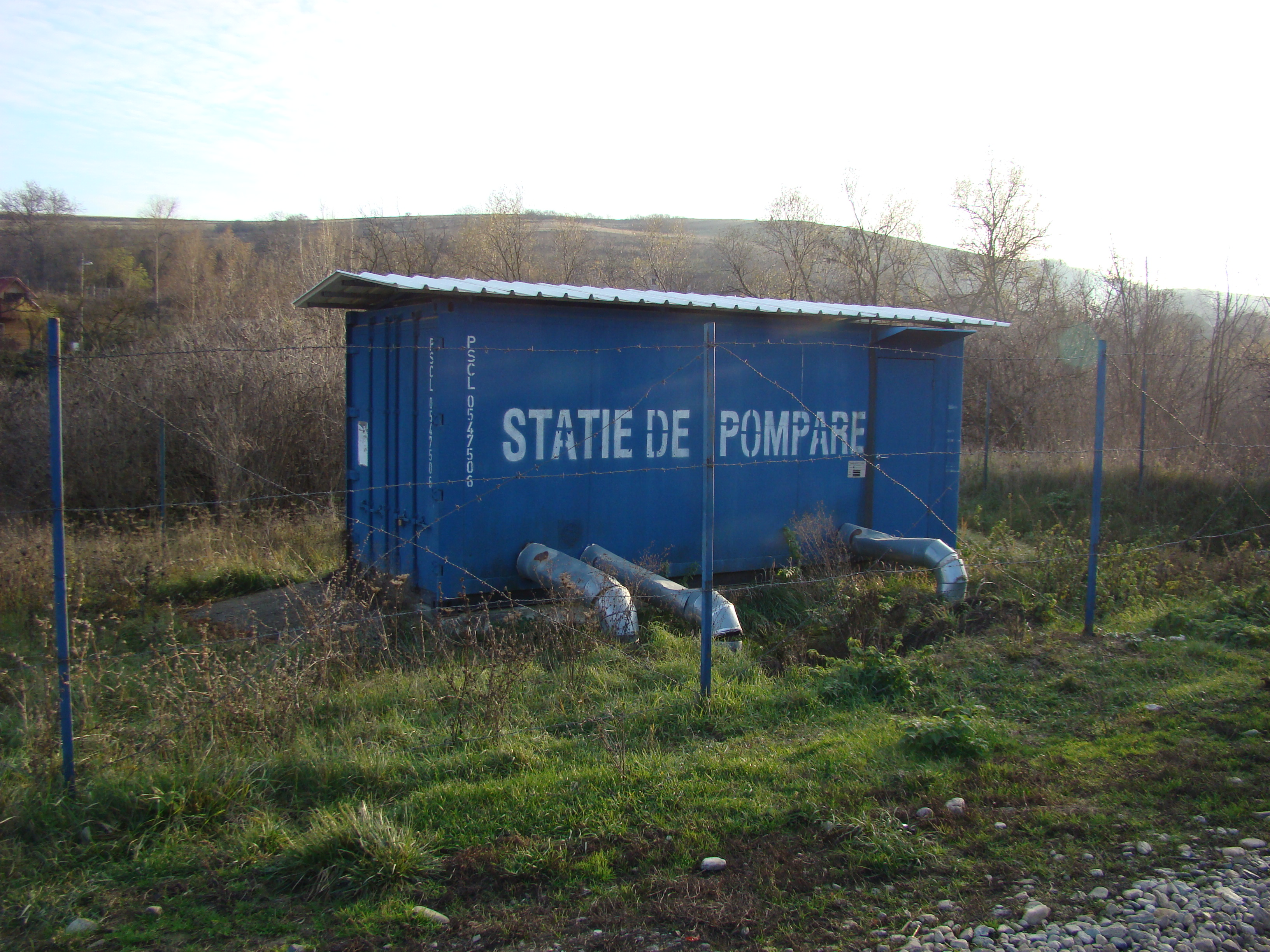
Stația de pompare